# Ocotea cujumary
Ocotea cujumary là loài thực vật có hoa trong họ Nguyệt quế. Loài này được Mart. miêu tả khoa học đầu tiên năm 1830.